# 2025년 포뮬러 원 시즌
2025 FIA 포뮬러 원 월드 챔피언십(2025 FIA Formula One World Championship)은 76번째 포뮬러 원 자동차 경주 챔피언십으로 국제 자동차 연맹이 인정하는 오픈휠 차량의 가장 높은 클래스 대회이다. 전세계에서 열리는 24개의 그랑프리로 구성되며 3월에 개막하여 12월에 종료될 예정이다.
선수들과 팀들이 월드 드라이버 챔피언과 월드 컨스트럭터 챔피언을 놓고 경쟁한다.

## 엔트리
다음은 2025년 월드 챔피언십에 출전 중인 컨스트럭터와 드라이버이다. 모든 팀은 피렐리가 공급하는 타이어를 사용하며, 각 팀에서 최소 2명의 드라이버와 2대의 차량이 출전한다.
| 출전 팀                         | 컨스트럭터                    | 차체     | 파워 유닛  | 드라이버 | 드라이버                              | 드라이버 |
| 출전 팀                         | 컨스트럭터                    | 차체     | 파워 유닛  | No.      | 이름                                  |          |
| ------------------------------- | ----------------------------- | -------- | ---------- | -------- | ------------------------------------- | -------- |
| BWT 알핀 F1 팀                  | 알핀-르노                     | 미정     | 르노       | 10 61    | 피에르 가슬리 잭 두한                 |          |
| 애스턴 마틴 아람코 F1 팀        | 애스턴 마틴 아람코-메르세데스 | AMR25    | 메르세데스 | 14 18    | 페르난도 알론소 랜스 스트롤           |          |
| 스쿠데리아 페라리               | 페라리                        | 미정     | 페라리     | 16 44    | 샤를 르클레르 루이스 해밀턴           |          |
| 머니그램 하스 F1 팀             | 하스-페라리                   | 미정     | 페라리     | 31 87    | 에스테반 오콘 올리버 베어먼           |          |
| 스테이크 F1 팀 킥 자우버        | 킥 자우버-페라리              | 미정     | 페라리     | 27 5     | 니코 휠켄베르크 가브리에우 보르툴레투 |          |
| 맥라렌 포뮬러 원 팀             | 맥라렌-메르세데스             | 미정     | 메르세데스 | 4 81     | 랜도 노리스 오스카 피아스트리         |          |
| 메르세데스-AMG 페트로나스 F1 팀 | 메르세데스                    | 미정     | 메르세데스 | 44 12    | 조지 러셀 키미 안토넬리               |          |
| 비자 캐시 앱 RB F1 팀           | 레이싱 불스-혼다 RBPT         | VCARB 02 | 혼다 RBPT  | 6 22     | 아이작 하자르 츠노다 유키             |          |
| 오라클 레드불 레이싱            | 레드불 레이싱-혼다 RBPT       | RB21     | 혼다 RBPT  | 1 30     | 막스 베르스타펜 리암 로슨             |          |
| 아틀라시안 윌리엄스 레이싱      | 윌리엄스-메르세데스           | FW47     | 메르세데스 | 55 23    | 카를로스 사인츠 주니어 알렉산더 알본  |          |
| 출처:                           |                               |          |            |          |                                       |          |

## 일정
2024년 포뮬러 원 시즌은 24개 그랑프리로 진행되며 중국, 마이애미, 오스트리아, 미국, 상파울루, 카타르 그랑프리는 스프린트 레이스 포맷으로 치러진다.
| 라운드 | 그랑프리                | 서킷                                         | 레이스 일자      | 경기 결과 |
| ------ | ----------------------- | -------------------------------------------- | ---------------- | --------- |
| 1      | 오스트레일리아 그랑프리 | 앨버트 파크 서킷, 멜버른                     | 3월 14~16일      |           |
| 2      | 중국 그랑프리           | 상하이 인터내셔널 서킷, 상하이               | 3월 21~23일      |           |
| 3      | 일본 그랑프리           | 스즈카 서킷, 스즈카시                        | 4월 4~6일        |           |
| 4      | 바레인 그랑프리         | 바레인 인터내셔널 서킷, 사키르               | 4월 11~14일      |           |
| 5      | 사우디아라비아 그랑프리 | 제다 코니쉬 서킷, 제다                       | 4월 18~21일      |           |
| 6      | 마이애미 그랑프리       | 마이애미 인터내셔널 오토드롬, 마이애미가든스 | 5월 3~5일        |           |
| 7      | 에밀리아로마냐 그랑프리 | 이몰라 서킷, 이몰라                          | 5월 16~18일      |           |
| 8      | 모나코 그랑프리         | 모나코 서킷, 모나코                          | 5월 23~25일      |           |
| 9      | 스페인 그랑프리         | 바르셀로나 카탈루냐 서킷, 문멜로             | 5월 30~6월 1일   |           |
| 10     | 캐나다 그랑프리         | 질 빌뇌브 서킷, 몬트리올                     | 6월 14~16일      |           |
| 11     | 오스트리아 그랑프리     | 레드불 링, 스피엘베르크                      | 6월 27~29일      |           |
| 12     | 영국 그랑프리           | 실버스톤 서킷, 실버스톤                      | 7월 4~6일        |           |
| 13     | 벨기에 그랑프리         | 스파프랑코르샹 서킷, 스타블로                | 7월 25~27일      |           |
| 14     | 헝가리 그랑프리         | 헝가로링, 모조로드                           | 8월 1~3일        |           |
| 15     | 네덜란드 그랑프리       | 잔드보르트 서킷, 잔드보르트                  | 8월 29~31일      |           |
| 16     | 이탈리아 그랑프리       | 몬차 서킷, 몬차                              | 9월 5~7일        |           |
| 17     | 아제르바이잔 그랑프리   | 바쿠 시티 서킷, 바쿠                         | 9월 19~21일      |           |
| 18     | 싱가포르 그랑프리       | 마리나 베이 시가지 서킷, 싱가포르            | 10월 3~5일       |           |
| 19     | 미국 그랑프리           | 서킷 오브 디 아메리카스, 오스틴              | 10월 18~20일     |           |
| 20     | 멕시코시티 그랑프리     | 에르마노스 로드리게스 서킷, 멕시코시티       | 10월 25~27일     |           |
| 21     | 상파울루 그랑프리       | 인터라고스 서킷, 상파울루                    | 11월 8~10일      |           |
| 22     | 라스베이거스 그랑프리   | 라스베이거스 스트립 서킷, 패러다이스         | 11월 21~23일     |           |
| 23     | 카타르 그랑프리         | 루사일 인터내셔널 서킷, 루사일               | 11월 28~12월 1일 |           |
| 24     | 아부다비 그랑프리       | 야스 마리나 서킷, 아부다비                   | 12월 5~7일       |           |
| 출처:  |                         |                                              |                  |           |